# 林模
林模，字靖若、号周木，福建德化县桂阳人，清朝政治人物、進士出身。
康熙十二年，登癸丑科进士，选授湖广兴宁县知县，后调任广东普宁县知县。著有《四书讲章》，《诗书易讲义》。